# Oswaldo Negri Jr.
Oswaldo Negri Jr., (Ozz Negri Jr.) né le 29 mai 1969 à São Paulo au Brésil, est un pilote automobile brésilien.

## Carrière

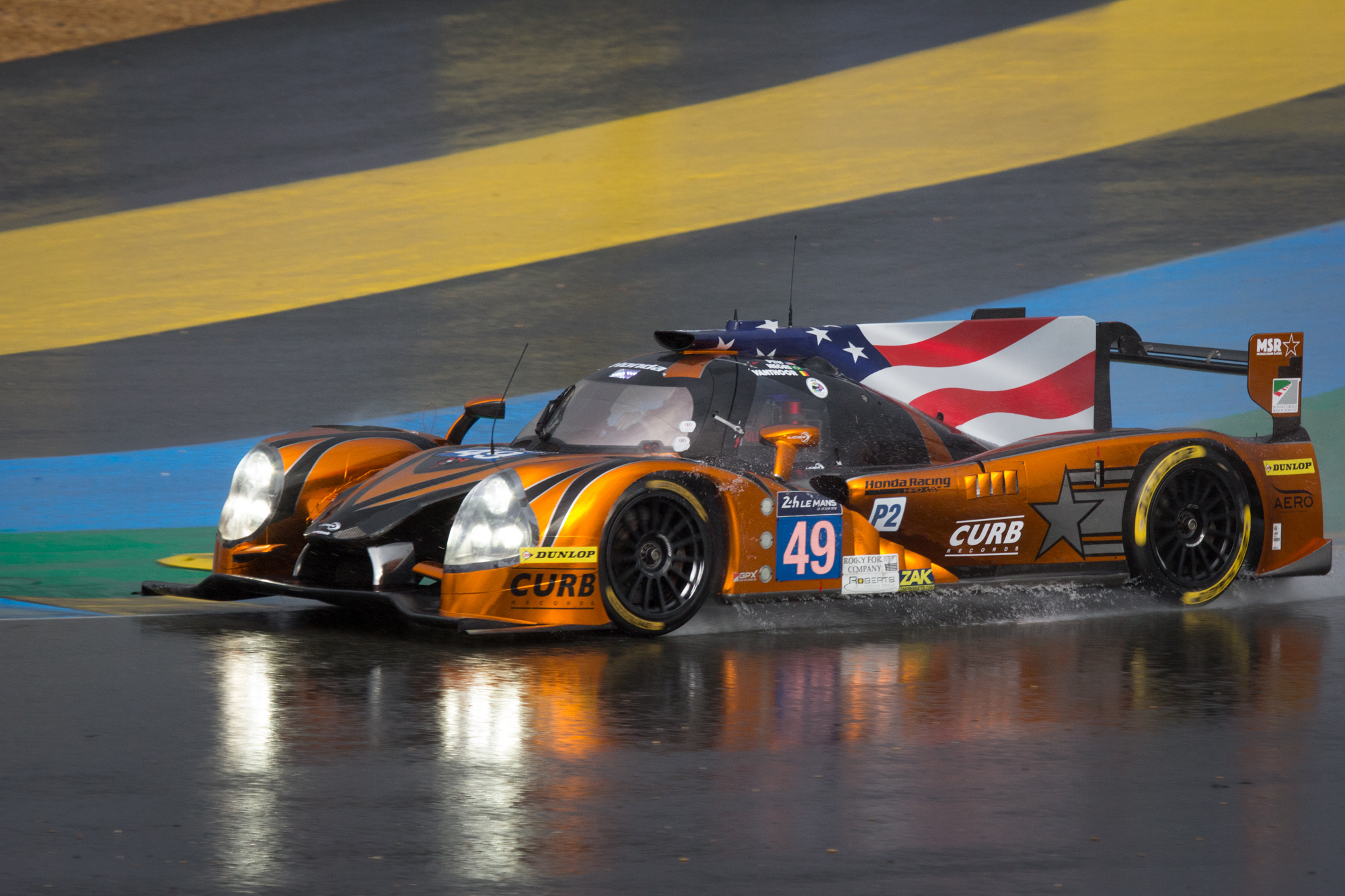
Ligier JS P2 de l'écurie Michael Shank Racing aux 24 Heures du Mans 2016

En 2016, Oswaldo Negri Jr., toujours avec le Michael Shank Racing participa à l’intégralité du championnat WeatherTech SportsCar Championship et participa, grâce à l'invitation obtenu par son écurie, aux 24 Heures du Mans avec une Ligier JS P2-HPD dans la catégorie LMP2. La saison commença de la plus mauvaise des manières avec 2 abandons consécutifs aux 24 Heures de Daytona et aux 12 Heures de Sebring. L'écurie redressa ensuite la barre et remporta le Monterey Grand Prix et le Petit Le Mans. Il finira à une belle 4e place du championnat pilote. Pour ses 1ères 24 Heures du Mans, après avoir surmonté une sortie de piste lors de la journée d’essais d'avant course, il a pu voir, avec ses coéquipiers, la ligne d'arrivée en bouclant 345 tours pour finir 14e au classement général. Il est à noter que la voiture a mené la catégorie LMP2 en début de course.
En 2017, Oswaldo Negri Jr. continue avec le Michael Shank Racing mais change de monture pour piloter une Acura NSX GT3dans la catégorie GTD. La saison a été assez décevante avec 5 abandons et avec comme meilleur classement une 5e place aux 24 Heures de Daytona et au Sports Car Classic.
En 2018, pour une première fois depuis de nombreuses années, Oswaldo Negri Jr. n'a pas fait partie d'un des équipages de l'écurie Michael Shank Racing. Ne parvenant pas à s'engager pour une saison complète dans le championnat WeatherTech SportsCar Championship, il participa à trois courses pour le compte de l'écurie Squadra Corse Garage Italia,. Il obtient comme meilleur classement une 6e place aux Monterey Grand Prix. La fin de saison sera marquée par la première participation au championnat Asian Le Mans Series pour le compte de l'écurie suisse Spirit of Race aux mains d'une Ferrari 488 GT3. Il finira avec ses coéquipiers toutes les courses pour finir vice-champion pilote du championnat avec comme meilleur classement une 2e place aux 4 Heures de Shanghai et aux 4 Heures de Fuji.

## Palmarès

### Championnat WeatherTech SportsCar
| Année | Écurie                                   | Châssis                | Moteur                        | Classe | 1        | 2        | 3        | 4       | 5        | 6        | 7      | 8      | 9        | 10       | 11      | 12       | Classement | Points |
| ----- | ---------------------------------------- | ---------------------- | ----------------------------- | ------ | -------- | -------- | -------- | ------- | -------- | -------- | ------ | ------ | -------- | -------- | ------- | -------- | ---------- | ------ |
| 2014  | Michael Shank Racing                     | Ford EcoBoost Riley DP | Ford Ecoboost 3,5 l V6 Turbo  | P      | DAY 12   | SEB 9    | LBH DNF  | LGA DNF | BEL 4    | WGL 7    | MOS 5  | IND 6  | ELK 2    | AUS 5    | ATL 6   |          | 7e         | 281    |
| 2015  | Michael Shank Racing avec Curb Agajanian | Ligier JS P2           | Honda HR28TT 2,8 l V6 Turbo   | P      | DAY Abd. | SEB Abd. | LBH 6    | LGA 3   | BEL 2    | WGL Abd. | MOS 3  | ELK 4  | AUS 4    | ATL Abd. |         |          | 6e         | 273    |
| 2016  | Michael Shank Racing avec Curb Agajanian | Ligier JS P2           | Honda HR28TT 2,8 l V6 Turbo   | P      | DAY Abd. | SEB Abd. | LBH 7    | LGA 1   | BEL 5    | WGL 3    | MOS 6  | ELK 4  | AUS 6    | ATL 1    |         |          | 4e         | 282    |
| 2017  | Michael Shank Racing avec Curb Agajanian | Acura NSX GT3          | Acura 3,5 l V6 Turbo          | GTD    | DAY 5    | SEB 8    | LBH Abd. | AUS 11  | BEL 5    | WGL Abd. | MOS 10 | LIM 9  | ELK Abd. | VIR Abd. | LGA] 10 | ATL Abd. | 13e        | 248    |
| 2018  | Squadra Corse Garage Italia              | Ferrari 488 GT3        | Ferrari F154CB 3,9 l V8 Turbo | GTD    | DAY      | SEB      | MOH      | BEL     | WGL Abd. | MOS      | LIM    | ELK 10 | VIR      | LGA 6    | ATL     |          | 37e        | 59     |

### Asian Le Mans Series
| Année     | Écurie               | Voiture         | 1     | 2     | 3     | 4     | Classement | Points |
| --------- | -------------------- | --------------- | ----- | ----- | ----- | ----- | ---------- | ------ |
| 2018-2019 | No.51 Spirit of Race | Ferrari 488 GT3 | SHA 2 | FUJ 2 | THA 3 | SEP 3 | 2e         | 67     |

### European Le Mans Series
| Année | Ecurie       | Châssis      | Moteur                | Classe | 1     | 2     | 3   | 4   | 5   | Classement | Points |
| ----- | ------------ | ------------ | --------------------- | ------ | ----- | ----- | --- | --- | --- | ---------- | ------ |
| 2015  | Krohn Racing | Ligier JS P2 | Judd HK 3,6 l V8 Atmo | LMP2   | SIL 4 | IMO 5 | RBR | LEC | EST | 13e        | 22     |

### 24 Heures du Mans
| Année | Écurie               | Copilotes                      | Voiture          | Classe | Tours | Pos. | Class Pos. |
| ----- | -------------------- | ------------------------------ | ---------------- | ------ | ----- | ---- | ---------- |
| 2016  | Michael Shank Racing | Laurens Vanthoor John Pew (en) | Ligier JS P2-HPD | LMP2   | 345   | 14e  | 9e         |